# Ian Watkin
Pour les articles homonymes, voir Watkin.
Ian Watkin (né le 25 janvier 1940, en Nouvelle-Zélande et mort le 18 mai 2016 en Australie) est un acteur néo-zélandais.

## Biographie
Ian Watkin est mort d'un cancer le 18 mai 2016, à l'âge de 76 ans.

## Filmographie

### comme acteur
- 1971–72: Pukemanu (série TV) : Town doctor
- 1977: Sleeping Dogs : Dudley
- 1977: Wild Man : The Colonel
- 1979: Middle Age Spread : Wrightson
- 1980: A Woman of Good Character : Stock Buyer
- 1980: Goodbye Pork Pie : Father in Car
- 1980: Nutcase : Godzilla
- 1981: Bad Blood : Detective Sgt. Knight
- 1982: Beyond Reasonable Doubt : Kevin Ryan
- 1983: Carry Me Back : M.C.
- 1983: The Lost Tribe : Mears
- 1983: Utu : Doorman
- 1984: Death Warmed Up : Bill
- 1984: Pallet on the Floor : Amos
- 1988: Send a Gorilla
- 1988: Just Me and Mario
- 1992: My Grandpa Is a Vampire : Father Vincent
- 1992: Braindead : Uncle Les
- 2000: Savage Honeymoon : Frank
- 2002: Star Wars, épisode II : L'Attaque des clones : COO-2180 (non crédité)
- 2006: Le Petit Monde de Charlotte  : Fair Official (rôle final au cinéma)